# Geodromicus plagiatus
Geodromicus plagiatus är en skalbaggsart som först beskrevs av Fabricius 1798.  Geodromicus plagiatus ingår i släktet Geodromicus, och familjen kortvingar. Arten är reproducerande i Sverige.